# Паркерсбург (Айова)
Паркерсбург (англ. Parkersburg) — місто (англ. city) в США, в окрузі Батлер штату Айова. Населення — 2015 осіб (2020).

## Географія
Паркерсбург розташований за координатами 42°34′26″ пн. ш. 92°46′44″ зх. д. / 42.57389° пн. ш. 92.77889° зх. д. (42.574000, -92.778794).  За даними Бюро перепису населення США в 2010 році місто мало площу 3,67 км², уся площа — суходіл.

## Демографія
Згідно з переписом 2010 року, у місті мешкало 1870 осіб у 779 домогосподарствах у складі 529 родин. Густота населення становила 510 осіб/км².  Було 870 помешкань (237/км²).
Расовий склад населення:
| - 99,0 % — білих - 0,2 % — чорних або афроамериканців - 0,2 % — азіатів |

До двох чи більше рас належало 0,5 %. Частка іспаномовних становила 1,0 % від усіх жителів.
За віковим діапазоном населення розподілялося таким чином: 27,0 % — особи молодші 18 років, 54,9 % — особи у віці 18—64 років, 18,1 % — особи у віці 65 років та старші. Медіана віку мешканця становила 38,9 року. На 100 осіб жіночої статі у місті припадало 92,6 чоловіків;  на 100 жінок у віці від 18 років та старших — 87,6 чоловіків також старших 18 років.
Середній дохід на одне домашнє господарство  становив 56 897 доларів США (медіана — 43 452), а середній дохід на одну сім'ю — 68 359 доларів (медіана — 57 813). Медіана доходів становила 41 856 доларів для чоловіків та 29 485 доларів для жінок. За межею бідності перебувало 8,2 % осіб, у тому числі 10,7 % дітей у віці до 18 років та 8,1 % осіб у віці 65 років та старших.
Цивільне працевлаштоване населення становило 903 особи. Основні галузі зайнятості: освіта, охорона здоров'я та соціальна допомога — 32,8 %, виробництво — 16,1 %, роздрібна торгівля — 15,1 %.